# Periphyllus triflorumi
Periphyllus triflorumi är en insektsart. Periphyllus triflorumi ingår i släktet Periphyllus och familjen långrörsbladlöss. Inga underarter finns listade i Catalogue of Life.